# Брокмерланд (совместное сообщество)
Брокмерланд (нем. Brookmerland) — союз общин в Германии, земля Нижняя Саксония, район Аурих. Резиденцией администрации союза общин является Мариенхафе.
В Брокмерланде проживает 13 252 человек на 77,25 квадратных километров. Это приводит к тому, что плотность населения составляет 172 человека на квадратный километр, что не только выше восточнофризского показателя (148,4), но и немного выше средного значения по Нижней Саксонии (168), но ниже, чем по Германии в целом (около 230).
Территория союза общин расположена на части исторического региона Брокмерланд. Культурное наследие современного Брокмерланда включает в себя древние церкви в Мариенхафе и Остеле с их органами. Есть и другие исторические здания, такие как бывшие замки хофтлингов (вождей), ветряные мельницы и тому подобное.
Экономически союз общин характеризуется средним бизнесом, главным образом местного значения. Туризм также играет значительную роль: район вокруг Мариенхафе являлся в прошлом убежищем пиратов под предводительством Клауса Штёртебекера, который назвали Штёртебекерланд (земля Штёртебекера). Сельское хозяйство играет важную роль в землепользовании. В целом, союз общин Брокмерланд является пригородной зоной для городов Эмден, Аурих и Норден, между которыми и располагается Брокмерланд.

## Административное устройство
Союз общин Брокмерланд состоит из следующих общин:
- Лецдорф
- Мариенхафе
- Остель
- Рехтсупвег
- Упгант-Шот
- Вирдум